# Wiktor Subarew
Wiktor Jegorowitsch Subarew (kasachisch/russisch Виктор Егорович Зубарев; * 10. April 1973 in Aqsu, Kasachische SSR; † 18. Oktober 2004 in Omsk, Russland) war ein kasachischer Fußballspieler.

## Karriere
Von 1993 bis 1996 spielte er in der kasachischen Super League bei Batyr. In 76 Spielen erzielte er 18 Tore für seinen Verein. 1997 wechselte er dann zu Irtysch Pawlodar, wo er in einer Saison 10 Tore erzielte. Nach einer schwachen Saison (1998) bei Arsenal Tula wechselte er wieder zu Irtysch, wo er dann seinen Karrierehöhepunkt erlebte. Er erzielte in der Saison 1999/00 in 26 Spielen 22 Tore für Irtysch. Im selben Jahr wurde er in Kasachstan auch zum Spieler des Jahres gewählt.
Zwischen 2000 und 2002 spielte er dann bei Apollon Limassol auf Zypern. Seine letzten Stationen waren wieder Irtysch und Jessil Bogatyr. Er starb am 18. Oktober 2004.

## Kasachische Nationalmannschaft
Wiktor Subarew erzielte in 18 Spielen für die kasachische Nationalmannschaft 12 Tore.

## Erfolge
- Kasachischer Meister mit Irtysch: 1997, 1999, 2002, 2003